# Gene Wilder

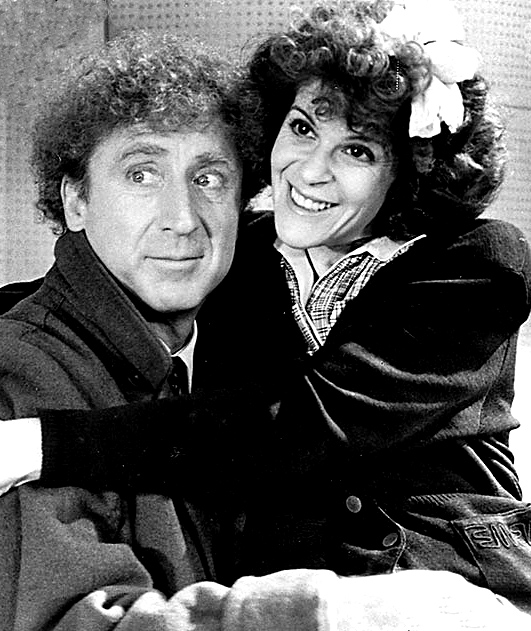
Met Gilda Radner in 1986

Gene Wilder, eigenlijke naam Jerome (Jerry) Silberman (Milwaukee (Wisconsin), 11 juni 1933 – Stamford, Connecticut, 29 augustus 2016), was een Amerikaanse theater- en filmacteur, komiek en regisseur. Hij werd in 1969 genomineerd voor een Oscar voor zijn bijrol als Leo Bloom in The Producers en in 1975 voor die voor 'beste bewerkte script' als co-schrijver (samen met Mel Brooks) van Young Frankenstein.

## Levensloop
Wilder, een kind van Joods-Russische immigranten, studeerde toneel aan de Universiteit van Iowa en volgde daarna de Bristol Old Vic Theatre School in Engeland. Na zijn militaire dienst leerde hij met een beurs verder bij een studio en had daarnaast allerlei bijbaantjes. Hij begon met acteren in zogeheten off-Broadway-producties en vervolgens op het bekende Broadway.
In 1961 werd hij lid van de Actors Studio en ging zijn acteerloopbaan pas echt van start, eerst nog in het theater, maar vanaf 1964 in de film. Zijn eerste grote rol was in Bonnie and Clyde (1967), waarin hij een begrafenisondernemer speelde die door het bankroverspaar werd ontvoerd.
Een van Wilders bekendste rollen was die als Willy Wonka in de uit 1971 daterende film Willy Wonka & the Chocolate Factory (naar het boek van Roald Dahl, Charlie and the Chocolate Factory). Voor deze rol werd hij genomineerd voor een Golden Globe. Verder speelde Wilder onder meer in vier komische films met acteur en komiek Richard Pryor: Silver Streak (zijn tweede Golden Globe-nominatie), Stir Crazy, See No Evil, Hear No Evil en Another You.
Wilder werkte veel samen met schrijver, producent en regisseur Mel Brooks. Hij maakte verscheidene films met hem. De eerste was The Producers in 1968. Hij werd hiervoor genomineerd voor een Oscar voor beste mannelijke bijrol. Eveneens leverde het scenario voor Young Frankenstein (1974), waarin hij ook meespeelde, hem een nominatie op als coauteur, samen met Brooks.
Wilder was vier keer getrouwd. Hij trouwde in 1960 met Mary Mercier. Hun huwelijk hield stand tot 1965. Zij wilde net als Wilder acteren en was te zien in een handvol films, zoals Airplane! en Airplane II: The Sequel. Daarna kreeg hij een relatie met Mary Joan Schutz, een vriendin van zijn zus. Hij trouwde met haar in 1967 en adopteerde haar dochter.
Wilders derde echtgenote was actrice Gilda Radner. Ze raakten verliefd terwijl ze nog getrouwd was met gitarist G.E. Smith van Hall & Oates. Ze scheidde al snel en Wilder trouwde met haar in 1984. Radner werd in 1986 geconfronteerd met de diagnose eierstokkanker, waaraan Wilder haar in 1989 verloor. Hij zette zich daarna in voor de ondersteuning van slachtoffers van deze ziekte, onder meer als coauteur  van een boek en door de oprichting van 'Gilda's Club', een wijdvertakte hulporganisatie.
Hij trouwde in 1991 ten slotte met Karen Boyer, met wie hij samenbleef tot aan zijn overlijden. Wilder leerde haar kennen toen zij hem hielp met liplezen in voorbereiding op de film See No Evil, Hear No Evil en begon na het overlijden van Radner een relatie met haar.
Wilder overleed op 83-jarige leeftijd aan de gevolgen van Alzheimer.

## Pseudoniem
De naam Jerry Silberman was volgens Wilder ongeschikt voor een grote productie. Hij vond zijn naam daarvoor te knullig klinken. Een vriend hielp hem en toen deze het alfabet afging en "Wilder" zei, wist Silberman dat dit zijn artiestennaam zou worden. De voornaam Gene haalde hij uit het boek Look homeward, Angel van Thomas Wolfe, waarin ene Eugene de held is.

## Filmografie

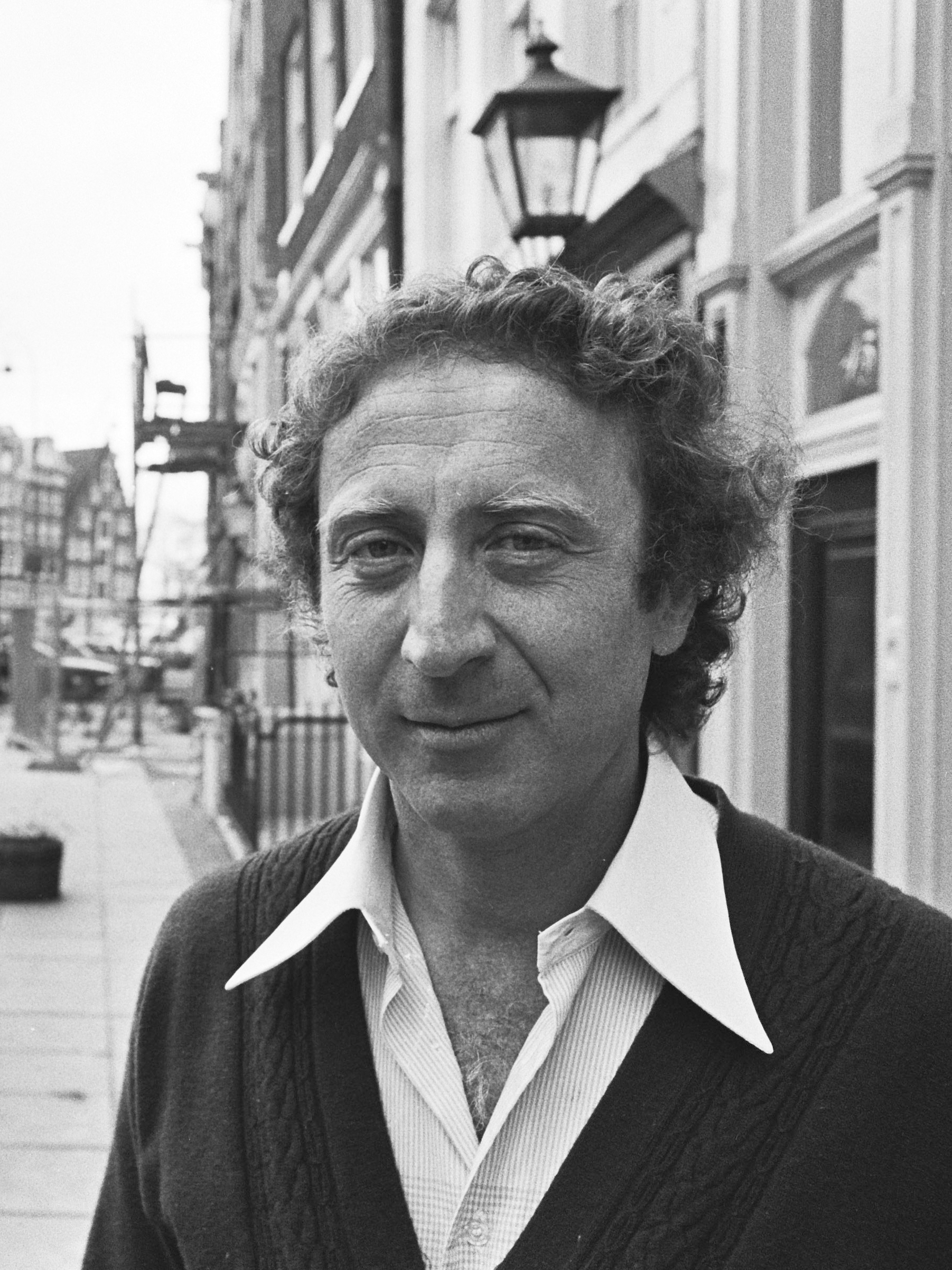
Gene Wilder in Amsterdam, 6 maart 1978

## Boeken
- Wilder, Gene (2006). Kiss Me Like a Stranger: My Search for Love and Art. St. Martin's Press. ISBN 978-0312337070.
- Wilder, Gene (2007). My French Whore. St. Martin's Press. ISBN 978-0312377991.
- Wilder, Gene (2008). The Woman Who Wouldn't. St. Martin's Press.
- Wilder, Gene (2010). What Is This Thing Called Love?. St. Martin's Press. ISBN 978-0312598907.
- Wilder, Gene (2013). Something to Remember You By: A Perilous Romance. St. Martin's Press. ISBN 978-0312598914.